# Escut de Castelló de Farfanya

Escut oficial de Castelló de Farfanya

L'escut oficial de Castelló de Farfanya té el següent blasonament:
Escut caironat: d'atzur, un castell obert de sable; el peu escacat d'or i de sable. Per timbre, una corona mural de vila.

## Història
Va ser aprovat el 4 de novembre del 2005 i publicat al DOGC el 28 de novembre del mateix any.
El castell és un senyal parlant tradicional i fa referència al castell de Castelló, d'origen islàmic, que fou conquerit per al comtat d'Urgell pel vescomte Guerau II de Cabrera el 1116. L'escacat d'or i de sable del peu són les armories del comtat.